# Sladko življenje
Sladko življenje (italijansko La dolce vita) je italijansko-francoski komično-dramski film iz leta 1960, ki ga je režiral Federico Fellini in tudi sodeloval v skupini piscev scenarija. Zgodba sedem dni in noči sledi novinarju opravljive revije Marcelli Rubiniju (Marcello Mastroianni) skozi njegovo »sladko življenje« v Rimu ob neuspešnem iskanju ljubezni in sreče. Zgodba je sestavljena iz prologa, sedmih epizod in epiloga. V stranskih vlogah nastopajo Anita Ekberg, Anouk Aimée, Yvonne Furneaux, Alain Cuny, Annibale Ninchi, Magali Noël, Lex Barker, Jacques Sernas in Nadia Gray.
Film je bil premierno prikazan 5. februarja 1960 v Italiji, 11. maja pa v Franciji. Osvojil je zlato palmo na Filmskem festivalu v Cannesu in oskarja za najboljšo kostumografijo. Tudi finančno je bil uspešen po svetu, v Italiji je postal drugi najbolj gledani film do tedaj, v ZDA pa najdonosnejši tuji film. Katoliška cerkev ga je videla kot parodijo Jezusovega drugega prihoda, zato je vatikanski časopis L'Osservatore Romano leta 1960 obsodil otvoritveni prizor in film kot celoto. Posledično je bil film deležen cenzure v več državah, v Španiji je bil prepovedan vse do Francove smrti leta 1975.

## Vloge
- Marcello Mastroianni kot Marcello Rubini
- Anita Ekberg kot Sylvia
- Anouk Aimée kot Maddalena
- Yvonne Furneaux kot Emma
- Lex Barker kot Robert
- Magali Noël kot Fanny
- Alain Cuny kot Steiner
- Nadia Gray kot Nadia
- Annibale Ninchi kot Marcellov oče
- Walter Santesso kot paparac
- Valeria Ciangottini kot Paola
- Riccardo Garrone kot Riccardo
- Ida Galli kot debitantka leta
- Audrey McDonald kot Jane
- Gloria Jones kot Gloria
- Alain Dijon kot Frankie Stout
- Enzo Cerusico kot časopisni fotograf
- Nico kot Nico